# Благоя Іванов
Благо́я Івано́в (мак. Благоја Иванов; *4 лютого 1931, Скоп'є, Королівство Югославія) — македонський журналіст, письменник, драматург, критик і літературознавець.

## З біографії
Благоя Іванов народився 4 лютого 1935 року в Скоп'є.
Закінчив філософський факультет Скопського університету.
Працював співробітником, редактором і головним редактором відділу культури на «Радіо-Скоп'є», режисером на македонському телебаченні, також редактором часопису „Млада литература“ і головним і відповідальним редактором часопису „Разгледи“. Викладав драматичне мистецтво у Скопському університеті.
Письменник — член Спілки письменників Македонії починаючи з 1958 року, якийсь час очолював її; також член Македонського ПЕН-центру.

## Творчість і визнання
Благоя Іванов є автором оповідань, романів, критичних статей і есеїв.
Бібліографія
- Седум умирања (проза, 1956)
- Ноќ без починка (оповідання, 1958)
- Црвено рондо (оповідання, 1964)
- Патувања (ліричні мініатюри, 1969)
- Ветрови (роман, 1969)
- Соочувања (критичні статті та есеї, 1971)
- Три средби на разминување (радіо і ТБ-п'єси, 1973)
- Од онаа страна на заборавот (оповідання, 1975)
- Една година и цел живот (роман, 1978)
- Современа драма и театар во Македонија (збірник, 1983)
- Бланка (проза, 1985)
- Малата врата на надежта (оповідання, 1985)
- Маалски игри (роман для молоді, 1989)
- Чекање на зората (роман, 1998)
- Сватови (оповідання, 2000)

Українською мовою оповідання Благої Іванова «Сорочка» переклав Андрій Лисенко (увійшло до збірки «Македонська новела», яка вийшла 1972 року в серії «Зарубіжна новела» і за яку перекладач отримав міжнародну премію «Золоте перо»).
Благоя Іванов за свою літературну творчість має низку місцевих нагород і визнань, зокрема: „1 Мај“, „Рациново признание“, „Кочо Рацин“.